# Ceromya punctum
Ceromya punctum är en tvåvingeart som först beskrevs av Louis-Paul Mesnil 1953.  Ceromya punctum ingår i släktet Ceromya och familjen parasitflugor. Inga underarter finns listade i Catalogue of Life.